# 弗倫奇克里克鎮區 (阿勒馬基縣)
弗伦奇克里克鎮區（French Creek Township），美国艾奥瓦州阿勒马基县的一个鎮區，总面积94.73平方公里，总人口225（2010年美国人口普查）。该鎮區无建制居民点。